# Grup Intergovernamental sobre el Canvi Climàtic
El Grup Intergovernamental sobre el Canvi Climàtic (GICC), o en anglès Intergovernmental Panel on Climate Change (IPCC), és un equip de tècnics i científics que investiguen les causes i efectes del canvi climàtic arreu del món. És un organisme internacional que depèn de les Nacions Unides. Té la seu a la ciutat de Ginebra a Suïssa.
Fou creat l'any 1988 per l'Organització Meteorològica Mundial (OMM) i el Programa Ambiental de les Nacions Unides per estudiar i recollir la recerca sobre l'evolució del canvi climàtic. Publica informes científics que han d'ajudar organitzacions no governementals i governs per definir les polítiques mediambientals i decidir quines mesures s'han de prendre. Compta amb més de dos mil científics provinents de 195 països. El GICC va crear subdivisions o grups de treball que publiquen sengles informes: 
- Grup I: la base científica
- Grup II: efectes, adaptació i vulnerabilitat
- Grup III: camins cap a la mitigació

El GICC és un organisme multinacional encarregat de portar a terme les negociacions relatives al canvi climàtic mundial, així com de dirigir la discussió científica sobre l'escalfament global, l'emissió de diòxid de carboni, l'efecte hivernacle, i d'altres elements i causes del canvi climàtic. Entre les seves línies d'acció destaquen els diferents escenaris de canvi climàtic global, els mateixos que es plantegen en el marc del Protocol de Kyoto.
L'economista sud-coreà Hoesung Lee n'és el president des de l'octubre de 2015.
Fou guardonat l'any 2007 amb el Premi Nobel de la Pau, compartit amb Al Gore, «pels seus esforços d'obtenció i difusió d'informacions sobre els canvis climàtics provocats per l'home i per haver posat les bases per a prendre mesures necessàries a la lluita contra aquests canvis».

## Publicacions
Els Informes d'Avaluació consten de diversos volums i proporcionen tota mena d'informació científica, tècnica i socioeconòmica sobre les causes i efectes del canvi climàtic i les possibles mesures de resposta.
El Primer Informe d'Avaluació del GICC es va publicar l'any 1990. S'hi confirmen els elements científics que susciten la preocupació sobre el canvi climàtic. Arran d'això, l'Assemblea General de les Nacions Unides va decidir preparar una Convenció Marc sobre el Canvi Climàtic (CMCC), que va entrar en vigor al març de 1994.
El Segon Informe d'Avaluació, de 1995, es va posar a la disposició de la Segona Conferència de les Parts a la Convenció Marc sobre el Canvi Climàtic. Va proporcionar material per a les negociacions del Protocol de Kyoto derivat de la Convenció. Consta de les informes dels tres grups de treball i d'una síntesi d'informació científica i tècnica útil per a la interpretació de l'objectiu de la CMCC.
El Tercer Informe d'Avaluació, de 2001 consta també de sengles informes dels tres grups de treball sobre. Conté igualment una síntesi en el qual s'aborden diverses qüestions científiques i tècniques que es poden fer servir establir polítiques de canvi.
El Quart Informe d'Avaluació. El novembre de 2003 el grup va aprovar en grans línies les aportacions dels grups de treball al Quart Informe d'Avaluació. Aquest informe es completarà l'any 2007. Aquest informe va assenyalar una tendència creixent en els esdeveniments extrems observats en els últims 50 anys. Considera probable que les altes temperatures, onades de calor i fortes precipitacions continuaran sent més freqüents en el futur per la qual cosa en uns anys es pot posar en perill l'equilibri climàtic de la humanitat.
L'abril de 2008, els membres de la 28a trobada de l'IPCC van decidir elaborar un Cinquè Informe d'Avaluació. El juliol de 2009 es va organitzar una reunió exploratòria per determinar l'abast i l'esquema d'aquest informe. L'octubre de 2009, la 31a reunió del l'IPCC, va aprovar les grans línies resultants per a les contribucions dels tres Grups de treball al Cinquè Informe d'Avaluació. El setembre de 2013, el Grup de treball I de l'IPCC va publicar el Resum per a responsables polítics del seu informe relatiu a les bases físiques del canvi climàtic i el gener de 2014, l'informe complet. El Grup de treball II va publicar un informe sobre impactes, adaptació i vulnerabilitat el 31 de març de 2014. L'abril de 2014, el Grup de treball III va publicar l'informe sobre mitigació del canvi climàtic. El Cinquè Informe d'Avaluació es va completar amb una síntesi que va eixir l'octubre de 2014.
El primer volum del Sisè Informe d'Avaluació va eixir l'agost de 2021. El catedràtic i especialista de la ciènca atmosfèrica de la Universitat Estatal de Pennsilvània, Michael Mann hi va dir que és l'última avaluació de l'IPCC que encara pot marcar una diferència real en termes polítics, abans que superem l'1,5 °C i els objectius ambiciosos de l'acord de París. Ha de servir com base de discussió a la Conferència de les Nacions Unides sobre el Canvi Climàtic de 2021 (Cop26) a Glasgow. El geograf Martí Boada en va confirmar les conclusions i la necessitat d'actuar ara mateix, però en qüestiona el to alarmista, que podria ser contraproductiva: «La por i el llenguatge apocalíptic no són una bona via, ni en la comunicació ni en la pedagogia».